# Legend of the Galactic Heroes
Legend of the Galactic Heroes (jap. 銀河英雄伝説 Ginga Eiyū Densetsu) – japońska seria powieści science fiction w podgatunku space opera napisanych przez Yoshikiego Tanakę. Seria doczekała się licznych adaptacji w stylu anime, mangi, teatralnych i gier komputerowych. Seria liczy 10 tomów wydanych w latach 1982-1987.

## Fabuła
W odległej przyszłości ludzkości dwa międzygwiezdne państwa - monarchiczne Imperium Galaktyczne i demokratyczny Sojusz Wolnych Planet - są uwikłane w niekończącą się wojnę. Fabuła koncentruje się na historii dwóch rywali, Reinharda von Lohengramm i Yang Wen-li, którzy zdobywają władzę i sławę odpowiednio w Imperium Galaktycznym i Sojuszu Wolnych Planet.

## Adaptacje
Adaptacja powieści w formie serialu anime OVA o długości 110 odcinków została wyprodukowana przez Kitty Films (także: Artland, Shaft, Magic Bus i Mushi Production) i trwała od 1988 do 1997 roku. Pierwsza część serialu została zaadaptowana do dwóch filmów w latach 1992 i 1993. Istnieje również manga oparta na powieściach, rysowana przez Katsumi Michihara. Ponadto istnieje kilka adaptacji gier wideo, z 2008 roku. Dodatkowo, prequel Legend of the Galactic Heroes Gaiden (wydany w dwóch sezonach, 24-odcinkowym i 28-odcinkowym) został zaanimowany w latach 1998-2001. Serial otrzymał oficjalną angielską wersję dopiero w 2015 roku, kiedy dystrybutor anime i mangi w Ameryce Północnej Viz Media ogłosił, że nabył licencję na powieści. Tego samego dnia północnoamerykański licencjodawca anime Sentai Filmworks ogłosił swoją licencję na anime, a anime zostało później wydane na Hidive od 20 czerwca 2017 r.
Nowa telewizyjna adaptacja anime autorstwa Production I.G trwała od kwietnia do czerwca 2018 r. Kontynuowała ją trzyczęściową serią filmową, która ukazała się od września do listopada 2019 r.
Cykl doczekał się także adaptacji teatralnych (m.in. przez Takarazuka Revue) i w postaci gier komputerowych i planszowych.

## Oddźwięk
Książki i seriale doczekały się licznych recenzji, a także opracowań naukowych.